# Galåen
Galåen este o localitate din comuna Røros, provincia Sør-Trøndelag, Norvegia, cu o populație de 200 locuitori (2013).